# Хосе Гутьєррес
Хосе Мануель Хустініано Гутьєррес Гуерра, відомий як «Останній Олігарх» (1869–1929) — болівійський політичний діяч, президент країни у 1917–1920 роках.

## Біографія
Народився в аристократичній родині, яка вела свій рід від суддів «Audiencia of Charcas», за матір'ю він був пов'язаний з британським діячем лордом Пальмерстоном. У ранньому віці виїхав до Англії, щоб здобути вищу освіту. Там він навчався в єзуїтському коледжі, а з 1883 — в Манчестерському комерційному коледжі, з якого випустився 1886 року у віці 17 років.
Згодом він повернувся до Болівії, де працював у банківській галузі. До політичного життя увійшов не за власним бажанням. 1914 року його було обрано депутатом від Ла-Паса. Його зліт був стрімким і вже 1917 року, вигравши вибори, він став наступником Ісмаеля Монтеса на посту президента. На цьому посту він стикнувся зі значними проблемами: різке падіння економічних показників та зростання опозиції в особі новоствореної Республіканської партії.
1917 року був убитий один із засновників Республіканської партії, колишній президент Хосе Мануель Пандо, що значно знизило популярність і політичний авторитет Гутьєрреса. Що ще гірше, він був неспроможний діяти рішуче з точки зору його опонентів, незважаючи на його заклик до Конгресу розпочати офіційне розслідування за фактами зловживань з боку його попередника й шефа, Ісмаеля Монтеса.
Кульмінацією став військовий переворот 1920 року, який завершив багаторічну гегемонію Ліберальної партії в країні, а до влади прийшов Баутіста Сааведра від Республіканської партії. Гутьєррес намагався знайти притулок у посольстві США, але був засланий до Чилі, де він прожив останні роки, і помер 1929 року.